# QJ League
QJ League (каз. Футболдан Қазақстан жасөспірімдер лигасы) — Юношеская лига Казахстана по футболу, в которой принимают участие юношеские команды профессиональных футбольных клубов Казахстана. Официальное название по регламенту с сезона 2023 года — «Freedom QJ League». Один из вариантов расшифровки название — Qazaqstan Junior League.

## История
Создана в 2023 году.
В феврале 2023 года на заседании Исполнительного комитета КФФ QJ League были переданы эксклюзивные организационные и коммерческие права на проведение части детско-юношеских соревнований по группе старших возрастов. Генеральным партнером проекта в рамках меморандума, заключенного с КФФ, выступает АО «Фридом Финанс». Попечительский совет QJ League возглавляет казахстанский предприниматель и финансист Тимур Турлов, президентом лиги является известный казахстанский и российский футбольный функционер Рохус Шох. Проект получил одобрение и поддержку президента КФФ Адилета Барменкулова. В ходе своего рабочего визита в Казахстан 3 мая 2023 года Президент ФИФА Джанни Инфантино ознакомился с проектом лиги, выразил ему полную поддержку и пожелал успешного развития.
В 2024 году лига расширилась: были запущены соревнования среди юношей не старше 17 лет. Помимо дивизиона A, по составу дублирующего турнир U-18, был учрежден и дивизион B. В результате к QJ League присоединились восемь новых городов.

## Формат проведения и особенности
В Лиге участвуют юношеские команды профессиональных клубов Казахстана в возрастных категориях U-18, U-17 и U-16, а также женские команды в категории до U-17.
Сезон проходит по системе весна-осень, стартует в апреле и заканчивается в октябре. Команды-участницы проводят гладкий турнир в два круга в недельном цикле с перерывом в июне на выпускные экзамены в школах.
Победитель турнира U-18 в дивизионе A получает право представлять Казахстан в Юношеской лиге УЕФА. Основная особенность QJ League в том, что все затраты по финансированию логистики, проживанию и питанию команд в гостевых матчах, услуги по судейству и инспектированию, организация прямых видеотрансляций с 6-12 камер и другие маркетинговые статьи бюджета полностью обеспечиваются за счет средств самой лиги.
За первые два года своего существования в проект, призванный стать мостом между детско-юношеским и профессиональным футболом, были вовлечены более 3 000 непосредственно занятых в ней спортсменов и специалистов.
В сезоне-2025 будут соревноваться 1620 юных игроков из 54 команд, представляющих 18 регионов Казахстана. В общей сложности будет сыграно 542 матча.
Отдельное внимание лига уделяет цифровизации процессов и использованию современных аналитических данных. После создания лиги юношеские академии, чьи команды участвуют в турнире, впервые в истории детско-юношеского футбола Казахстана получили доступ к платформе спортивной аналитики Wyscout.

## История названий
- 2023—н. в. — Freedom QJ League.

## Стадионы
| Стадион                                   | Город     | Вместимость | Команда     |
| ----------------------------------------- | --------- | ----------- | ----------- |
| Астана Арена                              | Астана    | 30 200      | «Астана»    |
| Шахтер                                    | Караганда | 19 000      | «Шахтёр»    |
| Центральный стадион Тараз                 | Тараз     | 12 527      | «Тараз»     |
| Центральный                               | Павлодар  | 11 828      | «Иртыш»     |
| Мунайшы стадион им. Макаша Бекмухамбетова | Атырау    | 8 500       | «Атырау»    |
| Стадион имени Гани Муратбаева             | Кызылорда | 6 800       | «Кайсар»    |
| Жас Канат                                 | Актау     | 5 000       | «Каспий»    |
| ОСДЮСШОР                                  | Актобе    | 3 000       | «Актобе»    |
| Тобыл Арена                               | Костанай  | 3 000       | «Тобол»     |
| ФЦ БИИК                                   | Шымкент   | 2 000       | «Ордабасы»  |
| Жас Кыран                                 | Алматы    | 800         | «Жас Кыран» |
| Стадион имени Т. С. Сегизбаева            | Алма-Ата  | 250         | «Кайрат»    |

## Призёры по годам
Первым чемпионом стал футбольный клуб «Кайрат».
| N | Год  | Победитель   | 2-е место       | 3-е место    |
| - | ---- | ------------ | --------------- | ------------ |
| 1 | 2024 | «Кайрат» (2) | «Астана» (1)    | «Тараз» (1)  |
| 1 | 2023 | «Кайрат» (1) | «Жас Кыран» (1) | «Актобе» (1) |